# Karel de Stoute
Karel de Stoute (Dijon, 10 november 1433 – Nancy, 5 januari 1477) was hertog van Bourgondië, Brabant, Limburg en Luxemburg, graaf van Vlaanderen, Artesië, Bourgondië, Henegouwen, Holland, Zeeland en Namen, heer van Mechelen. In 1472 werd hij bovendien hertog van Gelre en graaf van Zutphen. Hij was de zoon van Filips de Goede en Isabella van Portugal.
De bijnaam, de Stoute (in het Frans: le Téméraire of le Hardi), in België en Frankrijk pas gangbaar sinds de periode van de romantiek, betekent "de stoutmoedige" of "de roekeloze". Door de kroniekschrijvers van zijn tijd werd deze bijnaam nog niet systematisch gebruikt. In de kronieken van zijn tijdgenoten heette hij meestal gewoon Karel van Bourgondië. Zijn tijdgenoten noemden hem soms ook "le guerrier" (de krijger), of "le Terrible" (de verschrikkelijke).
Karel werd in 1433 in Dijon geboren als derde kind (de eerste twee, Anton en Jodocus, stierven op jonge leeftijd) uit het huwelijk tussen hertog Filips de Goede en Isabella van Portugal.

## Persoonlijkheid, cultuur en huwelijken
Karel werd opgevoed onder leiding van Jean d'Auxy, een adviseur van zijn vader, afkomstig uit Artesië. Al vroeg toonde Karel een grote interesse voor wetenschappelijke studies en oefeningen in het hanteren van wapens.
Hij had ook belangstelling voor literatuur en voor de kruistochten. Hij las de Griekse schrijver Xenophon en in zijn jeugd een biografie van Alexander de Grote. Net als Filips de Goede bewonderde hij deze Macedonische veldheer en koning. Hij sprak meerdere talen, met name Frans, Diets (de oude benaming voor de volkstaal in Vlaanderen en Brabant), Italiaans, Latijn en Engels. Karel had alle belangrijke historische en politieke teksten in het Latijn gelezen die toen beschikbaar waren. Hij waardeerde muziek, schreef liederen en speelde harp.
Karel trouwde drie keer: 
- Op 19 mei 1440 met Catharina van Valois, dochter van koning van Frankrijk, Karel VII
- Op 30 oktober 1454 met Isabella van Bourbon, dochter van hertog Karel I van Bourbon. Met haar had hij een dochter: Maria van Bourgondië.
- Op 3 juli 1468 met Margaretha van York, zus van de Engelse koning Eduard IV van Engeland, te Damme in het huis van baljuw Eustachius Wyts. Het huwelijksfeest te Brugge is beschreven in Die Excellente Cronicke van Vlaenderen door Anthonis de Roovere (uitgave Vorsterman, 1532).

Nadat Karel de Stoute het stadje Neuss van juli 1474 tot juni 1475 had belegerd, trad keizer Frederik III in onderhandeling met Karel. Tijdens deze onderhandelingen werd het huwelijk van Maria met Maximiliaan gepland.

## Binnenlandse politiek en ambitie om koning te worden

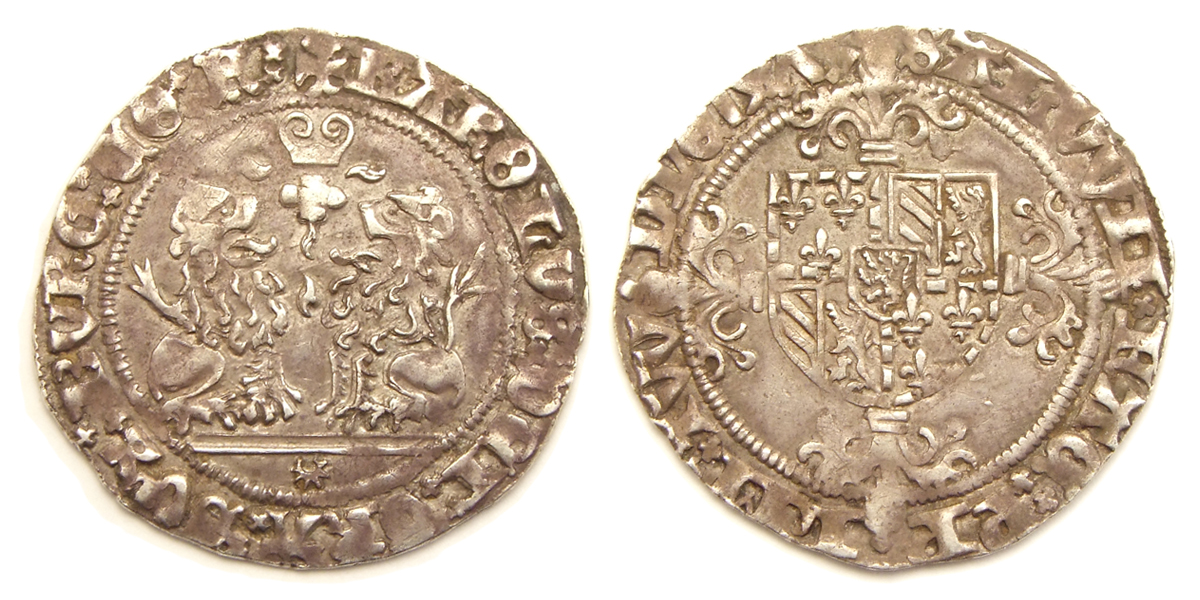
Dubbel vuurijzer, geslagen onder Karel de Stoute, Brugge, 1475

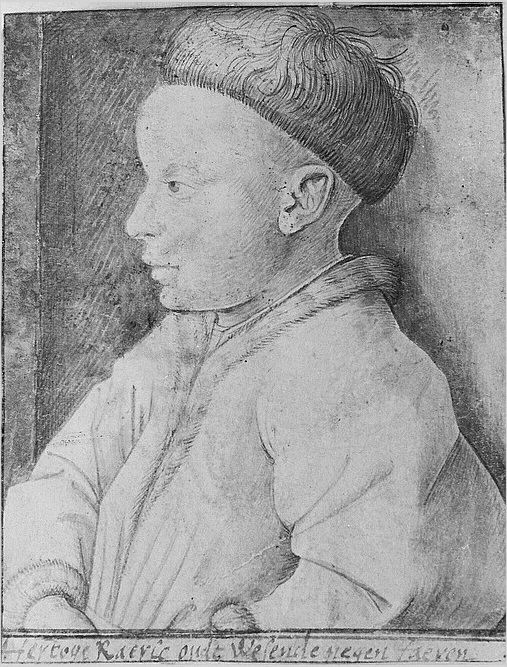
Karel als negenjarige (16e-eeuwse kopie naar een verloren tekening uit 1442)

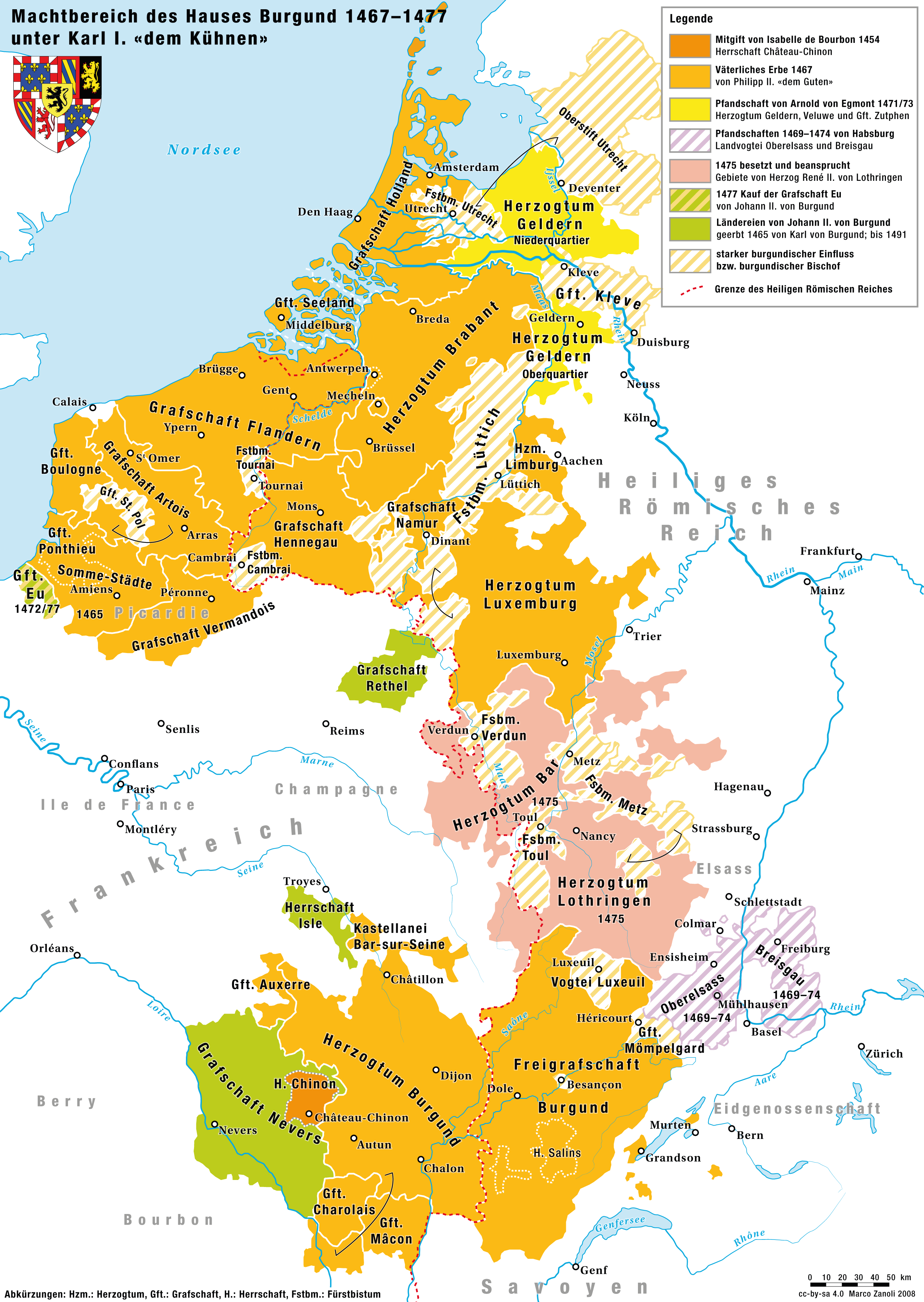
Bourgondische bezittingen in 1477 - de tijdelijke aanwinsten van Karel de Stoute zijn roze of gestreept paars

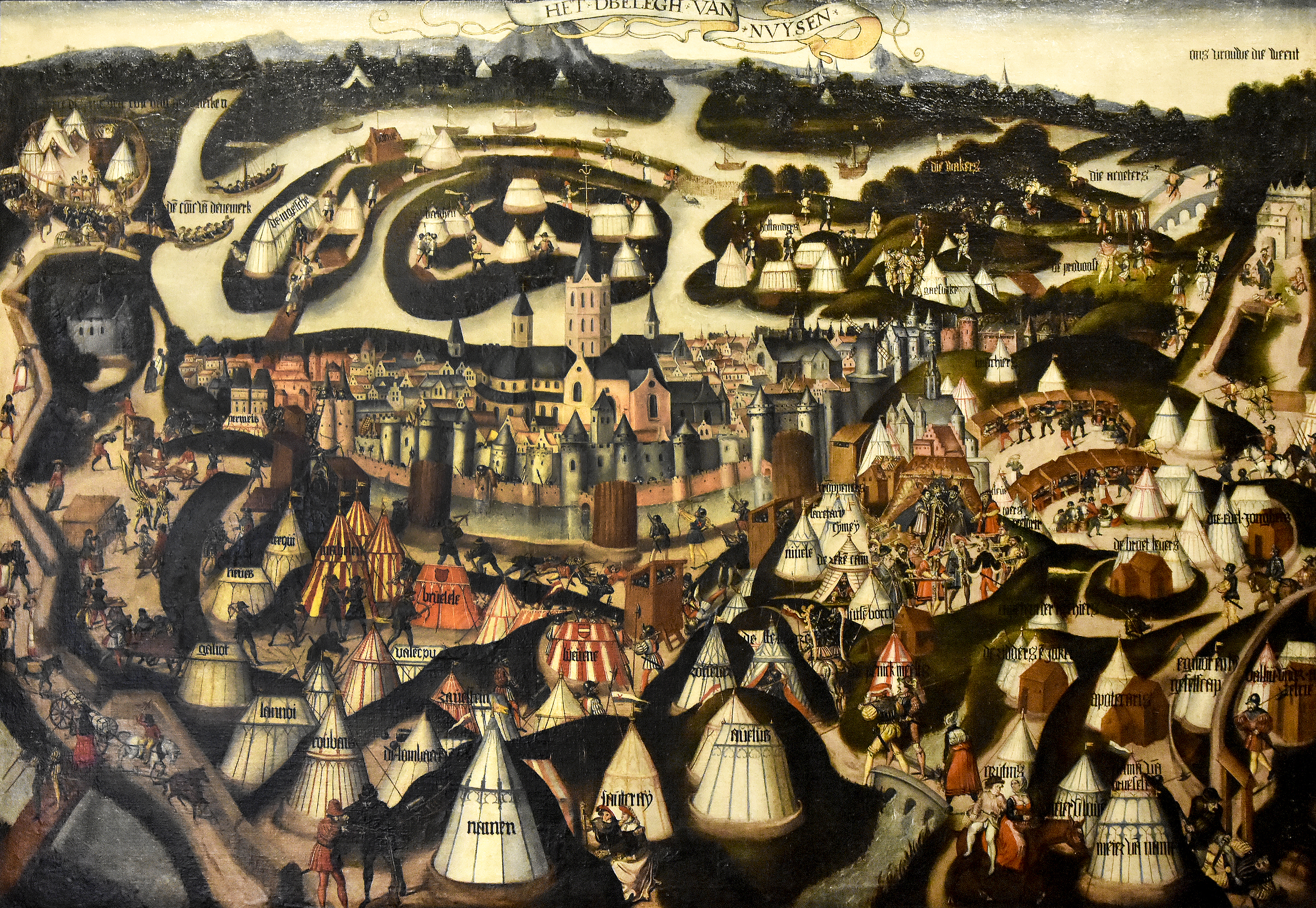
Het kamp van Karel de Stoute bij het beleg van Neuss (1475)

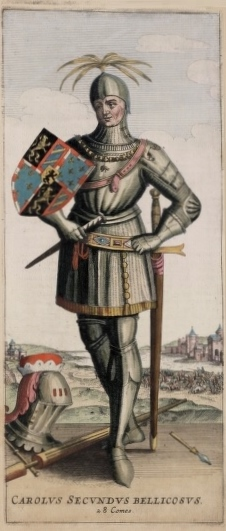
Portret van Karel de Stoute in de Flandria Illustrata (1641). Antonius Sanderus gebruikt de Latijnse benaming Carolus Secundus Bellicosus (Karel II de Oorlogszuchtige)

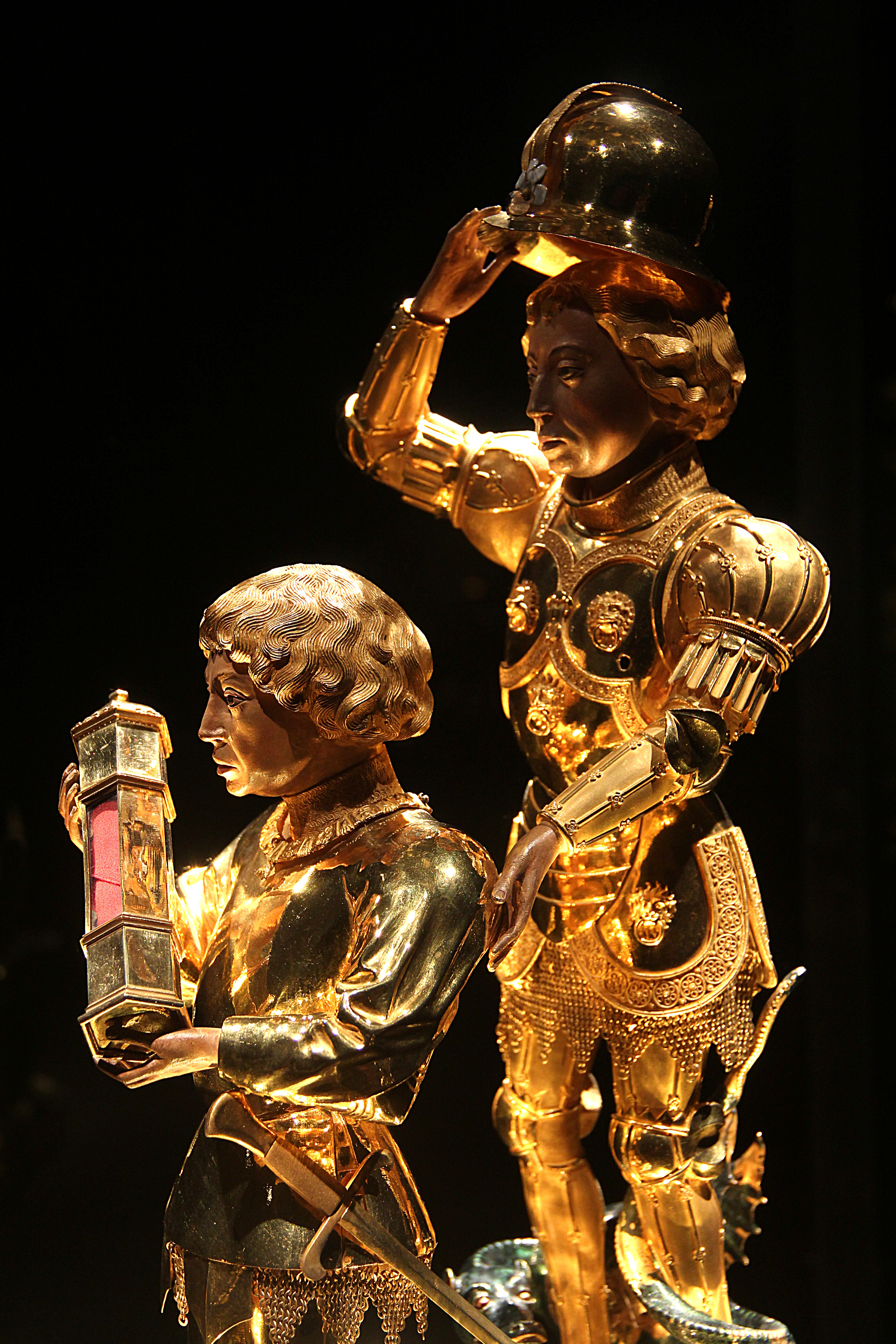
Votiefportret van Karel de Stoute met Sint-Joris op een reliekschrijn (1471) gemaakt door Gérard Loyet in de schatkamer van de kathedraal van Luik

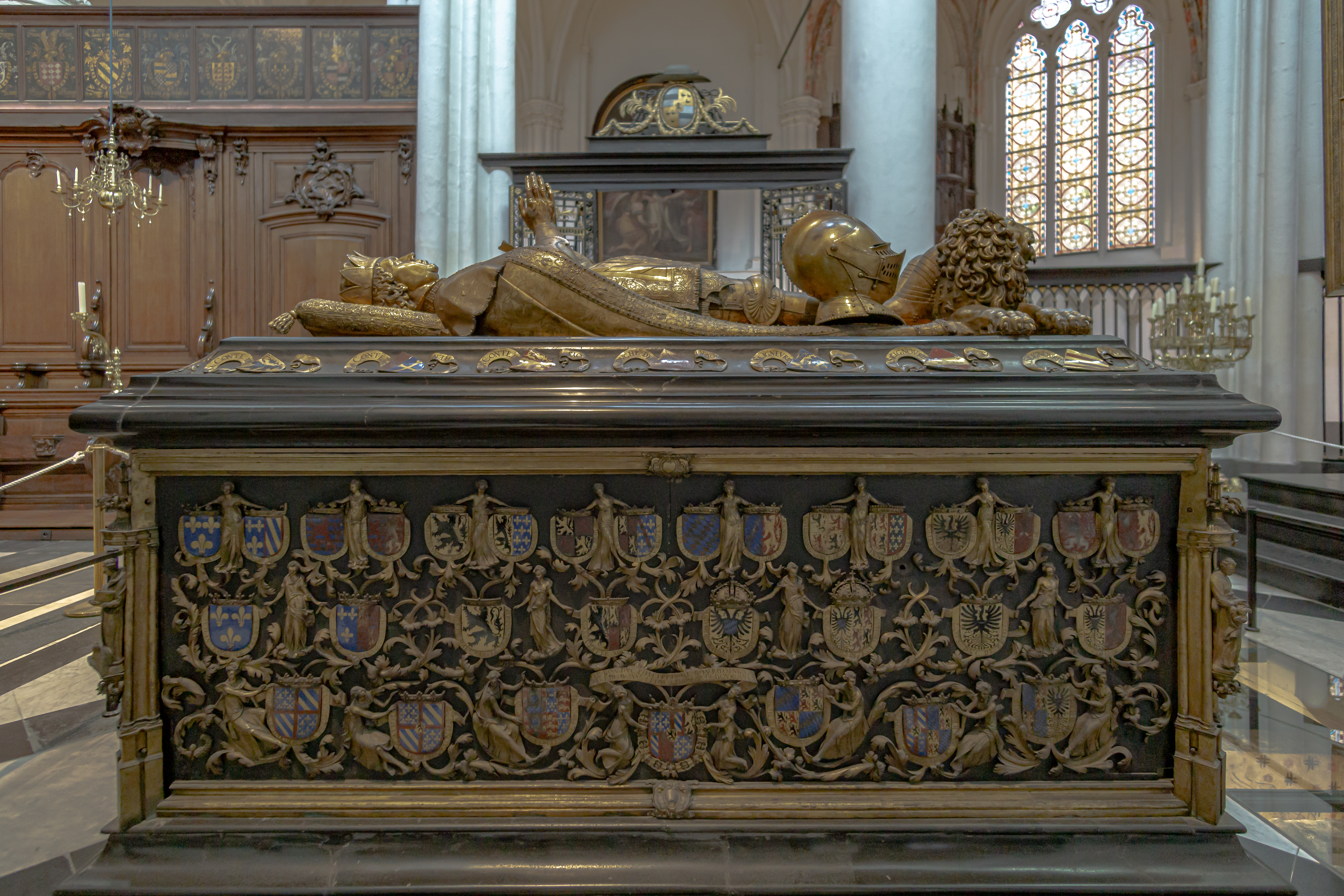
Praalgraf van Karel de Stoute in het koor van de Onze-Lieve-Vrouwekerk in Brugge

In 1452, toen hij nog maar 19 jaar oud was, sloeg Karel, graaf van Charolais, met geweld een opstand in de Bourgondische Nederlanden neer. In 1473 vestigde hij in Mechelen de rekenkamer (een middeleeuws ministerie van Financiën) en zijn parlement (de Grote Raad van Mechelen) dat in feite het opperste gerechtshof van de toenmalige Nederlanden was. Al sinds de tijd van zijn vader lag het economische zwaartepunt van het Bourgondische rijk in de Lage Landen en werden bijna alle belangrijke staatszaken van de rondreizende hofraad aldaar beslist.
Karel de Stoute breidde de Bourgondische Nederlanden uit naar het oosten. In 1468 rekende Karel voorgoed af met de Luikenaars, die al sinds 1465 opstandig waren (zie Luikse Oorlogen). De opstanden van Luik en Dinant verwijderden hem tijdelijk van zijn Franse belangen. Het prinsbisdom Luik scheidde zijn bezittingen geografisch af in de vallei van de Maas. Op 25 augustus 1466 nam Karel met geweld Dinant in, dat werd geplunderd en vernietigd. Na de dood van Filips de Goede (15 juni 1467) hervatte Luik de vijandelijkheden, maar Karel de Stoute versloeg hen bij Sint Truiden en na de aanval van 600 Franchimontezen nam hij Luik in.
In 1471 viel hij het hertogdom Gelre binnen om hertog Arnold te steunen tegen zijn zoon Adolf van Egmond. Adolf werd gevangengezet en om hem te onterven duidde Arnold Karel aan als wettige erfgenaam van Gelre en het bijhorende graafschap Zutphen. Deze twee titels zouden hem door keizer Frederik III zelf worden toegekend in Trier. 
Op 30 september 1473 trok Karel de Stoute met zijn gevolg Trier binnen voor een gesprek met de keizer. De hertog droeg een kostuum versierd met tientallen diamanten. Zijn doel was dat de titel koning van Lotharingen opnieuw ingevoerd zou worden (deze titel was in 900 afgeschaft), doordat de keizer Karel tot koning zou kronen. Keizer Frederik bedacht zich echter en de nacht voor de kroning ontvluchtte hij de stad per schip over de Moezel, zodat Karel zijn onverwachte vertrek niet tijdig opmerkte. Waarom de onderhandelingen met de keizer mislukten is onduidelijk. Beslissend lijkt de rol van de keurvorsten geweest te zijn. Karel wenste hun toestemming voor de kroning, terwijl de keizer van mening was dat deze beslissing hem alleen toekwam. Bovendien vervreemde de hertog de keurvorsten en de omgeving van de keizer van zich door de luxe die hij tentoon spreidde. Zo was de lengte van zijn hermelijnkraag langer dan die van de keurvorsten.

## Buitenlandse politiek, oorlogen en overlijden
Karel was een verwoed krijgsheer, bijna constant was hij bezig met oorlogen in buurlanden of het (wreedaardig) neerslaan van opstandige vazallen. Zijn roekeloze gedrag, vooral naar het einde van zijn leven toe, werd door sommigen dan ook gezien als een geestelijke afwijking.
Karel ambieerde een rijk dat zich uitstrekte van de Noordzee tot de Middellandse Zee, gebaseerd op het oude koninkrijk van Lotharius. Naast de gebieden die hij zelf in bezit had, waren tal van vazallen leenhulde aan hem verplicht:
- Picardië
- het prinsbisdom Luik
- het hertogdom Kleef
- het graafschap Rethel
- het graafschap Nevers
- de drie bisdommen (Metz, Toul en Verdun)
- het hertogdom Bar
- het hertogdom Lotharingen (1475-1477)
- het graafschap Montbéliard
- het prinsbisdom Bazel
- het landgraafschap Opper-Elzas
- de Sundgouw
- Freiburg-Brisgau
- het graafschap Bouillon
- het Sticht Utrecht

Om de twee verschillende delen van het rijk te verbinden keek hij reikhalzend uit naar de Elzas en Lotharingen en kwam hij op die manier in conflict met de Habsburgers en het Heilige Roomse Rijk. Koning Lodewijk XI van Frankrijk, die nog maar pas de Honderdjarige Oorlog tegen Engeland succesrijk had beëindigd, wilde zijn werk nu vervolledigen door de op Bourgondië verloren gebieden opnieuw in te lijven, en ondersteunde elke vorm van verzet tegen de hertog. Zijn sluwe diplomatie wierp al snel zijn vruchten af; toen Karel de Stoute op het slagveld van Nancy stierf en zijn rijk weerloos achterliet, restte hem enkel nog de gebieden te annexeren (zie groene lijn op de kaart).

### Ligue du Bien Public en oorlog in Frankrijk
Karel de Stoute was de voortrekker van de Ligue du Bien Public (Liga voor het Algemeen Welzijn), een verzameling van hertogen en graven die zich verzette tegen de centralisatieplannen van Lodewijk XI. Nochtans spande zijn achterneef, Jan van Bourgondië (of Nevers) samen met de Franse koning tegen de onafhankelijkheidsplannen van het hertogdom. Deze had samen met Filips de Goede gestreden in Noord-Frankrijk, tijdens de Honderdjarige Oorlog, maar kon het blijkbaar minder vinden met Karel de Stoute. Het kwam op 16 juli 1465 tot een confrontatie in de buurt van Parijs, de Slag bij Montlhéry, waar beide partijen onbeslist uitkwamen en de overwinning claimden. Karel de Stoute belegerde Parijs en dwong Lodewijk XI tot het teruggeven van de Bourgondische bezittingen in Boulogne, Guînes en Picardië en hij plaatste Vlaanderen uit de leen van Frankrijk. Dit werd vastgelegd in de Vrede van Conflans, waarin Lodewijk XI ook de hand van zijn dochter Anne beloofde, met als bruidsschat Champagne en Ponthieu, hoewel hij zich nooit aan deze afspraken zou houden.
Lodewijk XI begon opnieuw met zijn politiek gespin en paaide rebellerende vazallen met titels en privileges, zodat Karel steeds meer tegenstand ondervond tegen zijn plannen voor de 'bevrijding van het Franse volk'. Uiteindelijk dreigde Karel ermee om het bondgenootschap met koninkrijk Engeland weer aan te halen, onder andere door een huwelijk met Margaretha van York, en dit joeg Lodewijk XI duidelijk genoeg schrik aan om aan de onderhandelingstafel te gaan zitten. Tijdens het opstellen van het Verdrag van Péronne brak echter een opstand uit in Luik. Niet geheel onterecht verdacht Karel de Franse koning ervan de stad te hebben opgezet tegen zijn bewind, en dwong hij Lodewijk XI deel te nemen aan de strafexpeditie tegen Luik. Bij het vervallen van het bestand in 1471 probeerde Lodewijk XI nogmaals de hand te leggen op de steden aan de Somme, door Karel te beschuldigen van verraad, en hem voor het parlement te dagen. Karel de Stoute viel Frankrijk binnen met een groot leger, maar kwam niet verder dan een plundertocht in het noorden van het land.

### Veroveringen in Elzas-Lotharingen
Zijn openlijke conflict met de Franse koning Lodewijk XI zou leiden tot de Bourgondische Oorlogen.
In 1467 kocht Karel een leengebied van Sigismund van Tirol, Opper-Elzas en Graafschap Ferrette. Deze wilde het gebied beter beschermen tegen de Zwitserse Confederatie of Eidgenossenschaft. In 1474 veranderde Sigismund echter van kamp, en wilde hij de gebieden terugkopen, een aanbod dat Karel uiteraard zou afslaan. Sigismund wilde het daarbij niet laten en sloot een verbond met de Zwitsers, en samen richtten ze een plundertocht aan in Franche-Comté en Savoye, dat geallieerd was met de hertog van Bourgondië. Karel de Stoute had ondertussen het hertogdom Lotharingen aan zijn rijk toegevoegd en trok erop uit om zijn vijanden af te straffen, maar incasseerde een smadelijke nederlaag tijdens de Slag bij Grandson.
Karel bracht een nieuw leger van 30.000 man op de been, dat hij aanvoerde in de Slag bij Morat op 22 Juni 1476. Hij werd opnieuw verslagen door de Zwitsers, die werden bijgestaan door de ruiterij van de hertog van Lotharingen, zodat hij gedwongen werd zich terug te trekken. De hoge belastingdruk en de afschaffing van privileges leidden tot gemor bij de bevolking van Lotharingen en de pogingen van hertog René II van Lotharingen om zijn steden een voor een te heroveren kregen steun van binnenuit. In een poging om Nancy te heroveren op de rebellen werd Karel definitief verslagen in de Slag bij Nancy door een coalitie van Zwitsers, de hertog van Lotharingen en de rijksstad Straatsburg (ondersteund door de Franse koning).

### Overlijden
Adviseurs verwittigden Karel dat hij van alle kanten dreigde ingesloten te geraken, maar niets kon hem ertoe bewegen om het beleg van Nancy op te geven.
Karel sneuvelde op 5 januari 1477 tijdens de Slag bij Nancy. Hij vluchtte naar een bevroren vijver, toen bleek dat zijn leger aan de verliezende hand was. Het ijs kon het gewicht van de ruiter en het paard niet dragen en brak. Karel riep naar een soldaat op de oever: Red de hertog van Bourgondië! Deze soldaat echter (volgens de overlevering de Lotharinger Claude Bausmont), interpreteerde de uitroep als leve de hertog van Bourgondië, nam Karel voor een gewone Bourgondiër en sloeg hem neer met een slag van zijn zwaard.
Zijn lichaam werd twee dagen later pas teruggevonden. Hoewel hierover nog altijd onduidelijkheid bestaat, zou zijn gezicht al zijn aangevreten door wolven en waren zijn wapenrusting en kleren geroofd. Identificatie van de hertog moest plaatsvinden aan de hand van de littekens op zijn lichaam die bij zijn lijfarts bekend waren. Hij werd met veel ceremonie begraven in de collegiale Sint-Joriskerk (Saint Georges) te Nancy.

### Na Karels dood
Zijn dood in 1477 veroorzaakte een crisis in het hertogdom. Zijn dochter Maria van Bourgondië werd onmiddellijk geconfronteerd met de ontevredenheid over het oorlogszuchtige en centralistische beleid van haar vader. Door toekenning van het Groot Privilege op 11 februari 1477 verkreeg Maria financiële en militaire steun van de Staten-Generaal. Ook moest zij, om tegemoet te komen aan het particularisme, aan verscheidene gewesten en steden eigen keuren verlenen. Holland en Zeeland verkregen in maart 1477 hun eigen Groot Privilege, waarbij Nederlands de bestuurstaal werd en zuiderlingen werden uitgesloten van belangrijke functies. Lodewijk van Gruuthuse werd hierop opgevolgd door Wolfert VI van Borselen. Bovendien viel Frankrijk zijn Franse gewesten aan omdat Lodewijk XI nu de kans had om deze terug in te lijven bij zijn koninkrijk. Op 19 augustus 1477 trouwde Maria met Maximiliaan I van Oostenrijk, waardoor er een einde kwam aan haar korte persoonlijke regeerperiode en meteen de Franse dreiging het hoofd geboden kon worden: Maximiliaan versloeg op 7 augustus 1479 de troepen van Lodewijk XI in de Slag bij Guinegate. Door het huwelijk kwamen de Nederlanden uiteindelijk in handen van de Habsburgers.

## Praalgraven en kunstwerken
Hertog René II van Lotharingen liet het toegetakelde lijk van Karel de Stoute aanvankelijk begraven in zijn hofkerk, de Saint-Georges te Nancy (fr). In 1507 bouwde zijn Vlaamse beeldhouwer Jean Crocq er een praalgraf voor de stoffelijke resten van Karel, die als een overwinningstrofee lijken te zijn beschouwd.
Karels lichaam werd op 22 september 1550 teruggehaald door toedoen van diens achterkleinzoon keizer Karel V. Hij bekwam het van Christina van Denemarken, regentes van Lotharingen: het werd opgegraven en naar de Habsburgse Nederlanden getransporteerd. Vanuit Nancy werd het eerst naar Luxemburg overgebracht, waar het in het Minderbroederklooster een plaats kreeg. Begin 1553 werd het ten slotte naar Brugge overgebracht. Daar werd het eerst tijdelijk in de collegiale Sint-Donaaskathedraal, die op de Burg stond, begraven. Op 7 juni 1553 vonden Karels resten hun definitieve rustplaats in de collegiale Onze-Lieve-Vrouwekerk te Brugge, aanvankelijk in de grafkelder van zijn dochter en opvolgster Maria van Bourgondië in het koor van de kerk en vanaf 1563 in een eigen praalgraf, vervaardigd door Jacob Jonghelinck, naast dat van Maria. 
Tijdens de Franse Revolutie werden beide praalgraven in verzekerde bewaring gebracht maar de grafkelders werden geplunderd. Vermoedelijk ging wat overbleef van het lichaam van Karel de Stoute toen verloren. De ligbeelden, de familiestambomen en de wapenschilden die het grafmonument versierden, waren tijdig in veiligheid gebracht. In 1806 werden beide grafmonumenten gereconstrueerd in de Lanchalskapel. In 1810 werden ze bezocht door Napoleon en Marie-Louise, die een toelage verleende voor de verdere restauratie.
Pas bij de archeologische opgravingen van 1979 werden de praalgraven opnieuw in hun originele toestand heropgebouwd op hun oorspronkelijke plaats in het koor van de kerk. Bij die opgravingen werd het skelet van Maria van Bourgondië teruggevonden en geïdentificeerd, maar niet dat van Karel de Stoute. Waar het gebleven is, is niet bekend.
In het kasteel van Versailles staat een marmeren buste van Karel in de Galerie des batailles. Hertog Karel de Stoute werd tijdens de periode van de Romantiek (schilderkunst) het onderwerp van meerdere schilderijen en sculpturen. Een bekend voorbeeld is Het terugvinden van het lijk van Karel de Stoute, olieverfschilderij van Auguste Feyen-Perrin (1826–1888) in het Museum voor Schone Kunsten in Nancy.

## In de cultuur
Het boek Eene kroon voor Karel den Stouten van A.L.G. Bosboom-Toussaint uit 1842 handelt over het geval van de mislukte kroning te Trier.
In 1998 werd een fietsroute geopend, genaamd Véloroute Charles le Téméraire, die loopt van Brugge naar Bourgogne en afhankelijk van de gekozen route 850 of 1000 kilometer lang is.

## Kwartierstaat (voorouders)
| Filips de Stoute (1342-1404) | Filips de Stoute (1342-1404) | Filips de Stoute (1342-1404) | Filips de Stoute (1342-1404) | Filips de Stoute (1342-1404) | Filips de Stoute (1342-1404) | Margaretha III van Vlaanderen (1350-1405) | Margaretha III van Vlaanderen (1350-1405) | Margaretha III van Vlaanderen (1350-1405) | Margaretha III van Vlaanderen (1350-1405) | Margaretha III van Vlaanderen (1350-1405) | Margaretha III van Vlaanderen (1350-1405) |                             |                             | Albrecht van Beieren (1336-1404) | Albrecht van Beieren (1336-1404) | Albrecht van Beieren (1336-1404)   | Albrecht van Beieren (1336-1404)   | Albrecht van Beieren (1336-1404)   | Albrecht van Beieren (1336-1404)   | Margaretha van Brieg (ca. 1342–1386) | Margaretha van Brieg (ca. 1342–1386) | Margaretha van Brieg (ca. 1342–1386) | Margaretha van Brieg (ca. 1342–1386) | Margaretha van Brieg (ca. 1342–1386) | Margaretha van Brieg (ca. 1342–1386) |                                    |                                    | Peter I van Portugal (1320-1367)   | Peter I van Portugal (1320-1367)   | Peter I van Portugal (1320-1367) | Peter I van Portugal (1320-1367) | Peter I van Portugal (1320-1367) | Peter I van Portugal (1320-1367) | Teresa Lourenço (1330-?)         | Teresa Lourenço (1330-?)         | Teresa Lourenço (1330-?)         | Teresa Lourenço (1330-?)         | Teresa Lourenço (1330-?)          | Teresa Lourenço (1330-?)          |                                   |                                   | Jan van Gent (1340-1399)          | Jan van Gent (1340-1399)          | Jan van Gent (1340-1399)          | Jan van Gent (1340-1399)          | Jan van Gent (1340-1399)          | Jan van Gent (1340-1399)          | Blanche van Lancaster (1345-1369) | Blanche van Lancaster (1345-1369) | Blanche van Lancaster (1345-1369) | Blanche van Lancaster (1345-1369) | Blanche van Lancaster (1345-1369) | Blanche van Lancaster (1345-1369) |  |  |  |  |  |  |  |  |  |  |  |  |  |  |  |  |  |  |  |  |  |  |  |  |  |  |  |  |  |  |  |  |  |  |  |  |  |  |  |  |  |  |  |  |  |  |  |  |
| Filips de Stoute (1342-1404) | Filips de Stoute (1342-1404) | Filips de Stoute (1342-1404) | Filips de Stoute (1342-1404) | Filips de Stoute (1342-1404) | Filips de Stoute (1342-1404) | Margaretha III van Vlaanderen (1350-1405) | Margaretha III van Vlaanderen (1350-1405) | Margaretha III van Vlaanderen (1350-1405) | Margaretha III van Vlaanderen (1350-1405) | Margaretha III van Vlaanderen (1350-1405) | Margaretha III van Vlaanderen (1350-1405) |                             |                             | Albrecht van Beieren (1336-1404) | Albrecht van Beieren (1336-1404) | Albrecht van Beieren (1336-1404)   | Albrecht van Beieren (1336-1404)   | Albrecht van Beieren (1336-1404)   | Albrecht van Beieren (1336-1404)   | Margaretha van Brieg (ca. 1342–1386) | Margaretha van Brieg (ca. 1342–1386) | Margaretha van Brieg (ca. 1342–1386) | Margaretha van Brieg (ca. 1342–1386) | Margaretha van Brieg (ca. 1342–1386) | Margaretha van Brieg (ca. 1342–1386) |                                    |                                    | Peter I van Portugal (1320-1367)   | Peter I van Portugal (1320-1367)   | Peter I van Portugal (1320-1367) | Peter I van Portugal (1320-1367) | Peter I van Portugal (1320-1367) | Peter I van Portugal (1320-1367) | Teresa Lourenço (1330-?)         | Teresa Lourenço (1330-?)         | Teresa Lourenço (1330-?)         | Teresa Lourenço (1330-?)         | Teresa Lourenço (1330-?)          | Teresa Lourenço (1330-?)          |                                   |                                   | Jan van Gent (1340-1399)          | Jan van Gent (1340-1399)          | Jan van Gent (1340-1399)          | Jan van Gent (1340-1399)          | Jan van Gent (1340-1399)          | Jan van Gent (1340-1399)          | Blanche van Lancaster (1345-1369) | Blanche van Lancaster (1345-1369) | Blanche van Lancaster (1345-1369) | Blanche van Lancaster (1345-1369) | Blanche van Lancaster (1345-1369) | Blanche van Lancaster (1345-1369) |  |  |  |  |  |  |  |  |  |  |  |  |  |  |  |  |  |  |  |  |  |  |  |  |  |  |  |  |  |  |  |  |  |  |  |  |  |  |  |  |  |  |  |  |  |  |  |  |
|                              |                              |                              |                              |                              |                              |                                           |                                           |                                           |                                           |                                           |                                           |                             |                             |                                  |                                  |                                    |                                    |                                    |                                    |                                      |                                      |                                      |                                      |                                      |                                      |                                    |                                    |                                    |                                    |                                  |                                  |                                  |                                  |                                  |                                  |                                  |                                  |                                   |                                   |                                   |                                   |                                   |                                   |                                   |                                   |                                   |                                   |                                   |                                   |                                   |                                   |                                   |                                   |  |  |  |  |  |  |  |  |  |  |  |  |  |  |  |  |  |  |  |  |  |  |  |  |  |  |  |  |  |  |  |  |  |  |  |  |  |  |  |  |  |  |  |  |  |  |  |  |
|                              |                              |                              |                              | Jan zonder Vrees (1371-1419) | Jan zonder Vrees (1371-1419) | Jan zonder Vrees (1371-1419)              | Jan zonder Vrees (1371-1419)              | Jan zonder Vrees (1371-1419)              | Jan zonder Vrees (1371-1419)              |                                           |                                           |                             |                             |                                  |                                  | Margaretha van Beieren (1363-1423) | Margaretha van Beieren (1363-1423) | Margaretha van Beieren (1363-1423) | Margaretha van Beieren (1363-1423) | Margaretha van Beieren (1363-1423)   | Margaretha van Beieren (1363-1423)   |                                      |                                      |                                      |                                      |                                    |                                    |                                    |                                    |                                  |                                  | Johan I van Portugal (1357-1433) | Johan I van Portugal (1357-1433) | Johan I van Portugal (1357-1433) | Johan I van Portugal (1357-1433) | Johan I van Portugal (1357-1433) | Johan I van Portugal (1357-1433) |                                   |                                   |                                   |                                   |                                   |                                   | Filippa van Lancaster (1359-1415) | Filippa van Lancaster (1359-1415) | Filippa van Lancaster (1359-1415) | Filippa van Lancaster (1359-1415) | Filippa van Lancaster (1359-1415) | Filippa van Lancaster (1359-1415) |                                   |                                   |                                   |                                   |  |  |  |  |  |  |  |  |  |  |  |  |  |  |  |  |  |  |  |  |  |  |  |  |  |  |  |  |  |  |  |  |  |  |  |  |  |  |  |  |  |  |  |  |  |  |  |  |
|                              |                              |                              |                              | Jan zonder Vrees (1371-1419) | Jan zonder Vrees (1371-1419) | Jan zonder Vrees (1371-1419)              | Jan zonder Vrees (1371-1419)              | Jan zonder Vrees (1371-1419)              | Jan zonder Vrees (1371-1419)              |                                           |                                           |                             |                             |                                  |                                  | Margaretha van Beieren (1363-1423) | Margaretha van Beieren (1363-1423) | Margaretha van Beieren (1363-1423) | Margaretha van Beieren (1363-1423) | Margaretha van Beieren (1363-1423)   | Margaretha van Beieren (1363-1423)   |                                      |                                      |                                      |                                      |                                    |                                    |                                    |                                    |                                  |                                  | Johan I van Portugal (1357-1433) | Johan I van Portugal (1357-1433) | Johan I van Portugal (1357-1433) | Johan I van Portugal (1357-1433) | Johan I van Portugal (1357-1433) | Johan I van Portugal (1357-1433) |                                   |                                   |                                   |                                   |                                   |                                   | Filippa van Lancaster (1359-1415) | Filippa van Lancaster (1359-1415) | Filippa van Lancaster (1359-1415) | Filippa van Lancaster (1359-1415) | Filippa van Lancaster (1359-1415) | Filippa van Lancaster (1359-1415) |                                   |                                   |                                   |                                   |  |  |  |  |  |  |  |  |  |  |  |  |  |  |  |  |  |  |  |  |  |  |  |  |  |  |  |  |  |  |  |  |  |  |  |  |  |  |  |  |  |  |  |  |  |  |  |  |
|                              |                              |                              |                              |                              |                              |                                           |                                           |                                           |                                           | Filips de Goede (1396-1467)               | Filips de Goede (1396-1467)               | Filips de Goede (1396-1467) | Filips de Goede (1396-1467) | Filips de Goede (1396-1467)      | Filips de Goede (1396-1467)      |                                    |                                    |                                    |                                    |                                      |                                      |                                      |                                      |                                      |                                      |                                    |                                    |                                    |                                    |                                  |                                  |                                  |                                  |                                  |                                  |                                  |                                  | Isabella van Portugal (1397-1472) | Isabella van Portugal (1397-1472) | Isabella van Portugal (1397-1472) | Isabella van Portugal (1397-1472) | Isabella van Portugal (1397-1472) | Isabella van Portugal (1397-1472) |                                   |                                   |                                   |                                   |                                   |                                   |                                   |                                   |                                   |                                   |  |  |  |  |  |  |  |  |  |  |  |  |  |  |  |  |  |  |  |  |  |  |  |  |  |  |  |  |  |  |  |  |  |  |  |  |  |  |  |  |  |  |  |  |  |  |  |  |
|                              |                              |                              |                              |                              |                              |                                           |                                           |                                           |                                           | Filips de Goede (1396-1467)               | Filips de Goede (1396-1467)               | Filips de Goede (1396-1467) | Filips de Goede (1396-1467) | Filips de Goede (1396-1467)      | Filips de Goede (1396-1467)      |                                    |                                    |                                    |                                    |                                      |                                      |                                      |                                      |                                      |                                      |                                    |                                    |                                    |                                    |                                  |                                  |                                  |                                  |                                  |                                  |                                  |                                  | Isabella van Portugal (1397-1472) | Isabella van Portugal (1397-1472) | Isabella van Portugal (1397-1472) | Isabella van Portugal (1397-1472) | Isabella van Portugal (1397-1472) | Isabella van Portugal (1397-1472) |                                   |                                   |                                   |                                   |                                   |                                   |                                   |                                   |                                   |                                   |  |  |  |  |  |  |  |  |  |  |  |  |  |  |  |  |  |  |  |  |  |  |  |  |  |  |  |  |  |  |  |  |  |  |  |  |  |  |  |  |  |  |  |  |  |  |  |  |
|                              |                              |                              |                              |                              |                              |                                           |                                           |                                           |                                           |                                           |                                           |                             |                             |                                  |                                  |                                    |                                    |                                    |                                    |                                      |                                      |                                      |                                      |                                      |                                      |                                    |                                    |                                    |                                    |                                  |                                  |                                  |                                  |                                  |                                  |                                  |                                  |                                   |                                   |                                   |                                   |                                   |                                   |                                   |                                   |                                   |                                   |                                   |                                   |                                   |                                   |                                   |                                   |  |  |  |  |  |  |  |  |  |  |  |  |  |  |  |  |  |  |  |  |  |  |  |  |  |  |  |  |  |  |  |  |  |  |  |  |  |  |  |  |  |  |  |  |  |  |  |  |
|                              |                              |                              |                              |                              |                              |                                           |                                           |                                           |                                           |                                           |                                           |                             |                             |                                  |                                  |                                    |                                    |                                    |                                    |                                      |                                      |                                      |                                      |                                      |                                      |                                    |                                    |                                    |                                    |                                  |                                  |                                  |                                  |                                  |                                  |                                  |                                  |                                   |                                   |                                   |                                   |                                   |                                   |                                   |                                   |                                   |                                   |                                   |                                   |                                   |                                   |                                   |                                   |  |  |  |  |  |  |  |  |  |  |  |  |  |  |  |  |  |  |  |  |  |  |  |  |  |  |  |  |  |  |  |  |  |  |  |  |  |  |  |  |  |  |  |  |  |  |  |  |
|                              |                              |                              |                              |                              |                              |                                           |                                           |                                           |                                           |                                           |                                           |                             |                             | Anton van Bourgondië (1430-1432) | Anton van Bourgondië (1430-1432) | Anton van Bourgondië (1430-1432)   | Anton van Bourgondië (1430-1432)   | Anton van Bourgondië (1430-1432)   | Anton van Bourgondië (1430-1432)   |                                      |                                      |                                      |                                      | Jodocus van Bourgondië (1432-1432)   | Jodocus van Bourgondië (1432-1432)   | Jodocus van Bourgondië (1432-1432) | Jodocus van Bourgondië (1432-1432) | Jodocus van Bourgondië (1432-1432) | Jodocus van Bourgondië (1432-1432) |                                  |                                  |                                  |                                  | Karel de Stoute (1433-1477)      | Karel de Stoute (1433-1477)      | Karel de Stoute (1433-1477)      | Karel de Stoute (1433-1477)      | Karel de Stoute (1433-1477)       | Karel de Stoute (1433-1477)       |                                   |                                   |                                   |                                   |                                   |                                   |                                   |                                   |                                   |                                   |                                   |                                   |                                   |                                   |  |  |  |  |  |  |  |  |  |  |  |  |  |  |  |  |  |  |  |  |  |  |  |  |  |  |  |  |  |  |  |  |  |  |  |  |  |  |  |  |  |  |  |  |  |  |  |  |